# Stanley 157
Stanley 157 är ett reservat i Kanada.   Det ligger i provinsen Saskatchewan, i den centrala delen av landet, 2 300 km väster om huvudstaden Ottawa.
I omgivningarna runt Stanley 157 växer i huvudsak barrskog. Trakten runt Stanley 157 är nära nog obefolkad, med mindre än två invånare per kvadratkilometer.